# Оса Свенссон
Оса Свенссон (швед. Åsa Svensson; нар. Carlsson, 16 червня 1975) — колишня шведська тенісистка. 
Найвищу одиночну позицію рейтингу WTA — ранг 28 досягнула 1 квітня 1996 року.

## Фінали Туру WTA

### Одиночний розряд: 4 (2–2)
| Легенда: до 2009            | Легенда: починаючи з 2009 |
| --------------------------- | ------------------------- |
| Турніри Великого шолома (0) |                           |
| WTA Championships (0)       |                           |
| Tier I (0)                  | Premier Mandatory (0)     |
| Tier II (0-1)               | Premier 5 (0)             |
| Tier III (2-1)              | Premier (0)               |
| Tier IV & V (0)             | International (0)         |

| Результат | Ранг | Дата             | Турнір                                     | Покриття | Опонент       | Рахунок       |
| --------- | ---- | ---------------- | ------------------------------------------ | -------- | ------------- | ------------- |
| Поразка   | 1.   | 9 травня 1994    | ECM Prague Open, Чехія                     | Ґрунт    | Аманда Кетцер | 1–6, 6–7      |
| Поразка   | 2.   | 10 квітня 1995   | Х'юстон, США                               | Ґрунт    | Штеффі Граф   | 1–6, 1–6      |
| Перемога  | 1.   | 8 листопада 1999 | Commonwealth Bank Tennis Classic, Малайзія | Тверде   | Еріка Делоун  | 6–2, 6–4      |
| Перемога  | 2.   | 29 квітня 2002   | Бол, Хорватія                              | Ґрунт    | Іва Майолі    | 6–3, 4–6, 6–1 |

### Парний розряд: 16 (7–9)
| Легенда: до 2009            | Легенда: починаючи з 2009 |
| --------------------------- | ------------------------- |
| Турніри Великого шолома (0) |                           |
| WTA Championships (0)       |                           |
| Tier I (0)                  | Premier Mandatory (0)     |
| Tier II (1-3)               | Premier 5 (0)             |
| Tier III (3-3)              | Premier (0)               |
| Tier IV & V (3-3)           | International (0)         |

| Результат | Ранг | Дата              | Турнір                                                | Покриття   | Партнер              | Опоненти                                        | Рахунок            |
| --------- | ---- | ----------------- | ----------------------------------------------------- | ---------- | -------------------- | ----------------------------------------------- | ------------------ |
| Поразка   | 1.   | 17 лютого 1994    | Generali Ladies Linz, Австрія                         | Килим (i)  | Кароліна Шнайдер     | Євгенія Манюкова Лейла Месхі                    | 2-6 2-6            |
| Поразка   | 2.   | 27 липня 1998     | Orange Warsaw Open, Польща                            | Ґрунт      | Седа Норландер       | Квета Пешке Гелена Вілдова                      | 2-6, 4-6           |
| Поразка   | 3.   | 9 серпня 1998     | Istanbul, Туреччина                                   | Тверде     | Флоренсія Лабат      | Мейке Бабель Лоранс Куртуа                      | 0–6, 2–6           |
| Поразка   | 4.   | 12 липня 1999     | Internazionali Femminili di Tennis di Palermo, Італія | Ґрунт      | Соня Джеясілан       | Тіна Кріжан Катарина Среботнік                  | 6–4, 3–6, 0–6      |
| Перемога  | 5.   | 21 листопада 1999 | Pattaya City, Таїланд                                 | Тверде     | Емілі Луа            | Євгенія Куликовська Патріція Вартуш             | 6–1, 6–4           |
| Runner–up | 6.   | 7 лютого 2000     | Open GDF Suez, Франція                                | Килим (i)  | Емілі Луа            | Жулі Алар-Декюжі Сандрін Тестю                  | 6-3 3-6 4-6        |
| Перемога  | 7.   | 14 лютого 2000    | Hanover, Німеччина                                    | Тверде (i) | Наташа Звєрєва       | Сільвія Фаріна-Елія Каріна Габшудова            | 6–3, 6–4           |
| Поразка   | 8.   | 17 липня 2000     | Orange Warsaw Open, Польща                            | Ґрунт      | Ріта Гранде          | Вірхінія Руано Паскуаль Паола Суарес            | 5-7 1-6            |
| Поразка   | 9.   | 24 лютого 2001    | Dubai, ОАЕ                                            | Тверде     | Каріна Габшудова     | Басукі Яюк Кароліна Віс                         | 0–6, 6–4, 2–6      |
| Перемога  | 10.  | 29 липня 2001     | Гран-прі принцеси Лалли Мер'єм, Марокко               | Ґрунт      | Любомира Бачева      | Марія Хосе Мартінес Санчес Марія Емілія Салерні | 6–3, 6–7(4–7), 6–1 |
| Перемога  | 11.  | 11 листопада 2001 | Pattaya City, Таїланд                                 | Тверде     | Ірода Туляганова     | Лізель Губер Вінне Пракуся                      | 4–6, 6–3, 6–3      |
| Поразка   | 12.  | 30 грудня 2001    | Brisbane International, Австралія                     | Тверде     | Міріам Ореманс       | Меган Шонессі Жустін Енен                       | 1–6, 6–7(6)        |
| Поразка   | 13.  | 14 квітня 2002    | Amelia Island Championships, США                      | Ґрунт      | Марія Емілія Салерні | Аранча Санчес Вікаріо Даніела Гантухова         | 4-6, 2-6           |
| Перемога  | 14.  | 17 лютого 2003    | Copa Colsanitas Santander, Колумбія                   | Ґрунт      | Катарина Среботнік   | Тіна Кріжан Тетяна Перебийніс                   | 6–2, 6–1           |
| Перемога  | 15.  | 2 березня 2003    | Abierto Mexicano TELCEL, Мексика                      | Ґрунт      | Емілі Луа            | Петра Мандула Патріція Вартуш                   | 6–3, 6–1           |
| Перемога  | 16.  | 22 лютого 2004    | Мемфіс, США                                           | Килим      | Мейлен Ту            | Марія Шарапова Віра Звонарьова                  | 6–4, 7–6(0)        |

## Фінали ITF

### Одиночний розряд Фінали (3-5)
| Турніри $100,000 |
| Турніри $75,000  |
| Турніри $50,000  |
| Турніри $25,000  |
| Турніри $10,000  |

| Результат | Ранг | Дата             | Турнір                          | Покриття   | Опонент in the final | Рахунок in the final |
| Перемога  | 1.   | 4 листопада 1991 | Ljusdal, Швеція                 | Килим (i)  | Міхаела Зайболд      | 6-3, 6-2             |
| Перемога  | 2.   | 13 січня 1992    | Гельсінкі, Фінляндія            | Килим (i)  | Софі Альбінус        | 6-3, 6-3             |
| Поразка   | 3.   | 29 червня 1992   | Роннебю, Швеція                 | Ґрунт      | Маріон Маруска       | 6-4, 1-6, 2-6        |
| Поразка   | 4.   | 31 серпня 1992   | Клагенфурт-ам-Вертерзе, Австрія | Ґрунт      | Руксандра Драгомір   | 4-6, 3-6             |
| Перемога  | 5.   | 30 жовтня 1995   | Стокгольм, Швеція               | Тверде (i) | Анна-Карін Свенссон  | 6-1, 6-2             |
| Поразка   | 6.   | 23 вересня 1996  | Лімож, Франція                  | Тверде (i) | Домінік Монамі       | 6-2, 6-7(4-7), 1-6   |
| Поразка   | 7.   | 8 квітня 2001    | Бойнтон-Біч, США                | Ґрунт      | Генрієта Надьова     | 6-3, 3-6, 1-6        |
| Поразка   | 8.   | 11 липня 2004    | Дармштадт, Німеччина            | Ґрунт      | Магда Міхалаке       | 1-6, 6-3, 5-7        |

### Парний розряд (6-2)
| Результат | Ранг | Дата            | Турнір                     | Покриття   | Партнер         | Опоненти in the final                   | Рахунок in the final    |
| --------- | ---- | --------------- | -------------------------- | ---------- | --------------- | --------------------------------------- | ----------------------- |
| Поразка   | 1.   | 22 жовтня 1990  | Ноймюнстер, Німеччина      | Ґрунт      | Marie Linusson  | Anke Marchl Christina Singer-Bath       | 2-6, 5-7                |
| Перемога  | 2.   | 13 січня 1992   | Гельсінкі, Фінляндія       | Килим (i)  | Marielle Wallin | Анне Аалонен Marja-Liisa Kuurne         | 0-6, 7-5, 6-2           |
| Поразка   | 3.   | 28 червня 1993  | Роннебю, Швеція            | Ґрунт      | Marielle Wallin | Catarina Bernstein Шеннон Пітерс        | 6-2, 6-7(5-7), 6-7(5-7) |
| Перемога  | 4.   | 7 березня 1999  | Дубай (місто), ОАЕ         | Тверде     | Лоранс Куртуа   | Лаура Голарса Ірина Селютіна            | 6-3, 5-7, 6-0           |
| Перемога  | 5.   | 19 вересня 1999 | Бордо, Франція             | Ґрунт      | Емілі Луа       | Любомира Бачева Крістіна Торренс-Валеро | 6-2, 7-6(7-1)           |
| Перемога  | 6.   | 11 жовтня 1999  | Бордо, Франція             | Тверде (i) | Емілі Луа       | Александра Фусаї Ріта Гранде            | 6-2, 7-6(7-5)           |
| Перемога  | 7.   | 28 жовтня 2003  | Ноттінгем, Велика Британія | Тверде (i) | Гелена Еєсон    | Yvonne Doyle Karen Nugent               | 6-3, 7-6(13-11)         |
| Перемога  | 8.   | 15 лютого 2004  | Мідленд (Техас), США       | Тверде (i) | Софія Арвідссон | Allison Baker Тара Снайдер              | 7–6(7-5), 6–2           |